# Comuni d'Italia (R)
Questa pagina contiene l'elenco dei comuni italiani il cui nome inizia con la lettera R.
Per ogni comune vengono indicate la provincia e la regione di appartenenza.
| Comune                    | Provincia             | Regione               |
| ------------------------- | --------------------- | --------------------- |
| Rabbi                     | Trento                | Trentino-Alto Adige   |
| Racale                    | Lecce                 | Puglia                |
| Racalmuto                 | Agrigento             | Sicilia               |
| Racconigi                 | Cuneo                 | Piemonte              |
| Raccuja                   | Messina               | Sicilia               |
| Racines                   | Bolzano               | Trentino-Alto Adige   |
| Radda in Chianti          | Siena                 | Toscana               |
| Raddusa                   | Catania               | Sicilia               |
| Radicofani                | Siena                 | Toscana               |
| Radicondoli               | Siena                 | Toscana               |
| Raffadali                 | Agrigento             | Sicilia               |
| Ragalna                   | Catania               | Sicilia               |
| Ragogna                   | Udine                 | Friuli-Venezia Giulia |
| Ragusa                    | Ragusa                | Sicilia               |
| Raiano                    | L'Aquila              | Abruzzo               |
| Ramacca                   | Catania               | Sicilia               |
| Rancio Valcuvia           | Varese                | Lombardia             |
| Ranco                     | Varese                | Lombardia             |
| Randazzo                  | Catania               | Sicilia               |
| Ranica                    | Bergamo               | Lombardia             |
| Ranzanico                 | Bergamo               | Lombardia             |
| Ranzo                     | Imperia               | Liguria               |
| Rapagnano                 | Fermo                 | Marche                |
| Rapallo                   | Genova                | Liguria               |
| Rapino                    | Chieti                | Abruzzo               |
| Rapolano Terme            | Siena                 | Toscana               |
| Rapolla                   | Potenza               | Basilicata            |
| Rapone                    | Potenza               | Basilicata            |
| Rassa                     | Vercelli              | Piemonte              |
| Rasun-Anterselva          | Bolzano               | Trentino-Alto Adige   |
| Rasura                    | Sondrio               | Lombardia             |
| Ravanusa                  | Agrigento             | Sicilia               |
| Ravarino                  | Modena                | Emilia-Romagna        |
| Ravascletto               | Udine                 | Friuli-Venezia Giulia |
| Ravello                   | Salerno               | Campania              |
| Ravenna                   | Ravenna               | Emilia-Romagna        |
| Raveo                     | Udine                 | Friuli-Venezia Giulia |
| Raviscanina               | Caserta               | Campania              |
| Re                        | Verbano-Cusio-Ossola  | Piemonte              |
| Rea                       | Pavia                 | Lombardia             |
| Realmonte                 | Agrigento             | Sicilia               |
| Reana del Rojale          | Udine                 | Friuli-Venezia Giulia |
| Reano                     | Torino                | Piemonte              |
| Recale                    | Caserta               | Campania              |
| Recanati                  | Macerata              | Marche                |
| Recco                     | Genova                | Liguria               |
| Recetto                   | Novara                | Piemonte              |
| Recoaro Terme             | Vicenza               | Veneto                |
| Redavalle                 | Pavia                 | Lombardia             |
| Redondesco                | Mantova               | Lombardia             |
| Refrancore                | Asti                  | Piemonte              |
| Refrontolo                | Treviso               | Veneto                |
| Regalbuto                 | Enna                  | Sicilia               |
| Reggello                  | Firenze               | Toscana               |
| Reggio Calabria           | Reggio Calabria       | Calabria              |
| Reggio nell'Emilia        | Reggio Emilia         | Emilia-Romagna        |
| Reggiolo                  | Reggio Emilia         | Emilia-Romagna        |
| Reino                     | Benevento             | Campania              |
| Reitano                   | Messina               | Sicilia               |
| Remanzacco                | Udine                 | Friuli-Venezia Giulia |
| Remedello                 | Brescia               | Lombardia             |
| Renate                    | Monza e della Brianza | Lombardia             |
| Rende                     | Cosenza               | Calabria              |
| Renon                     | Bolzano               | Trentino-Alto Adige   |
| Resana                    | Treviso               | Veneto                |
| Rescaldina                | Milano                | Lombardia             |
| Resia                     | Udine                 | Friuli-Venezia Giulia |
| Resiutta                  | Udine                 | Friuli-Venezia Giulia |
| Resuttano                 | Caltanissetta         | Sicilia               |
| Retorbido                 | Pavia                 | Lombardia             |
| Revello                   | Cuneo                 | Piemonte              |
| Revigliasco d'Asti        | Asti                  | Piemonte              |
| Revine Lago               | Treviso               | Veneto                |
| Rezzago                   | Como                  | Lombardia             |
| Rezzato                   | Brescia               | Lombardia             |
| Rezzo                     | Imperia               | Liguria               |
| Rezzoaglio                | Genova                | Liguria               |
| Rhêmes-Notre-Dame         | Aosta                 | Valle d'Aosta         |
| Rhêmes-Saint-Georges      | Aosta                 | Valle d'Aosta         |
| Rho                       | Milano                | Lombardia             |
| Riace                     | Reggio Calabria       | Calabria              |
| Rialto                    | Savona                | Liguria               |
| Riano                     | Roma                  | Lazio                 |
| Riardo                    | Caserta               | Campania              |
| Ribera                    | Agrigento             | Sicilia               |
| Ribordone                 | Torino                | Piemonte              |
| Ricadi                    | Vibo Valentia         | Calabria              |
| Ricaldone                 | Alessandria           | Piemonte              |
| Riccia                    | Campobasso            | Molise                |
| Riccione                  | Rimini                | Emilia-Romagna        |
| Riccò del Golfo di Spezia | Spezia                | Liguria               |
| Ricengo                   | Cremona               | Lombardia             |
| Ricigliano                | Salerno               | Campania              |
| Riese Pio X               | Treviso               | Veneto                |
| Riesi                     | Caltanissetta         | Sicilia               |
| Rieti                     | Rieti                 | Lazio                 |
| Rifiano                   | Bolzano               | Trentino-Alto Adige   |
| Rifreddo                  | Cuneo                 | Piemonte              |
| Rignano Flaminio          | Roma                  | Lazio                 |
| Rignano Garganico         | Foggia                | Puglia                |
| Rignano sull'Arno         | Firenze               | Toscana               |
| Rigolato                  | Udine                 | Friuli-Venezia Giulia |
| Rimella                   | Vercelli              | Piemonte              |
| Rimini                    | Rimini                | Emilia-Romagna        |
| Rio di Pusteria           | Bolzano               | Trentino-Alto Adige   |
| Rio                       | Livorno               | Toscana               |
| Rio Saliceto              | Reggio Emilia         | Emilia-Romagna        |
| Riofreddo                 | Roma                  | Lazio                 |
| Riola Sardo               | Oristano              | Sardegna              |
| Riolo Terme               | Ravenna               | Emilia-Romagna        |
| Riolunato                 | Modena                | Emilia-Romagna        |
| Riomaggiore               | Spezia                | Liguria               |
| Rionero in Vulture        | Potenza               | Basilicata            |
| Rionero Sannitico         | Isernia               | Molise                |
| Ripa Teatina              | Chieti                | Abruzzo               |
| Ripabottoni               | Campobasso            | Molise                |
| Ripacandida               | Potenza               | Basilicata            |
| Ripalimosani              | Campobasso            | Molise                |
| Ripalta Arpina            | Cremona               | Lombardia             |
| Ripalta Cremasca          | Cremona               | Lombardia             |
| Ripalta Guerina           | Cremona               | Lombardia             |
| Riparbella                | Pisa                  | Toscana               |
| Ripatransone              | Ascoli Piceno         | Marche                |
| Ripe San Ginesio          | Macerata              | Marche                |
| Ripi                      | Frosinone             | Lazio                 |
| Riposto                   | Catania               | Sicilia               |
| Rittana                   | Cuneo                 | Piemonte              |
| Riva del Garda            | Trento                | Trentino-Alto Adige   |
| Riva del Po               | Ferrara               | Emilia-Romagna        |
| Riva di Solto             | Bergamo               | Lombardia             |
| Riva Ligure               | Imperia               | Liguria               |
| Riva presso Chieri        | Torino                | Piemonte              |
| Rivalba                   | Torino                | Piemonte              |
| Rivalta Bormida           | Alessandria           | Piemonte              |
| Rivalta di Torino         | Torino                | Piemonte              |
| Rivamonte Agordino        | Belluno               | Veneto                |
| Rivanazzano Terme         | Pavia                 | Lombardia             |
| Rivara                    | Torino                | Piemonte              |
| Rivarolo Canavese         | Torino                | Piemonte              |
| Rivarolo del Re ed Uniti  | Cremona               | Lombardia             |
| Rivarolo Mantovano        | Mantova               | Lombardia             |
| Rivarone                  | Alessandria           | Piemonte              |
| Rivarossa                 | Torino                | Piemonte              |
| Rive                      | Vercelli              | Piemonte              |
| Rive d'Arcano             | Udine                 | Friuli-Venezia Giulia |
| Rivello                   | Potenza               | Basilicata            |
| Rivergaro                 | Piacenza              | Emilia-Romagna        |
| Rivignano Teor            | Udine                 | Friuli-Venezia Giulia |
| Rivisondoli               | L'Aquila              | Abruzzo               |
| Rivodutri                 | Rieti                 | Lazio                 |
| Rivoli                    | Torino                | Piemonte              |
| Rivoli Veronese           | Verona                | Veneto                |
| Rivolta d'Adda            | Cremona               | Lombardia             |
| Rizziconi                 | Reggio Calabria       | Calabria              |
| Roana                     | Vicenza               | Veneto                |
| Roaschia                  | Cuneo                 | Piemonte              |
| Roascio                   | Cuneo                 | Piemonte              |
| Roasio                    | Vercelli              | Piemonte              |
| Roatto                    | Asti                  | Piemonte              |
| Robassomero               | Torino                | Piemonte              |
| Robbiate                  | Lecco                 | Lombardia             |
| Robbio                    | Pavia                 | Lombardia             |
| Robecchetto con Induno    | Milano                | Lombardia             |
| Robecco d'Oglio           | Cremona               | Lombardia             |
| Robecco Pavese            | Pavia                 | Lombardia             |
| Robecco sul Naviglio      | Milano                | Lombardia             |
| Robella                   | Asti                  | Piemonte              |
| Robilante                 | Cuneo                 | Piemonte              |
| Roburent                  | Cuneo                 | Piemonte              |
| Rocca Canavese            | Torino                | Piemonte              |
| Rocca Canterano           | Roma                  | Lazio                 |
| Rocca Cigliè              | Cuneo                 | Piemonte              |
| Rocca d'Arazzo            | Asti                  | Piemonte              |
| Rocca d'Arce              | Frosinone             | Lazio                 |
| Rocca d'Evandro           | Caserta               | Campania              |
| Rocca de' Baldi           | Cuneo                 | Piemonte              |
| Rocca de' Giorgi          | Pavia                 | Lombardia             |
| Rocca di Botte            | L'Aquila              | Abruzzo               |
| Rocca di Cambio           | L'Aquila              | Abruzzo               |
| Rocca di Cave             | Roma                  | Lazio                 |
| Rocca di Mezzo            | L'Aquila              | Abruzzo               |
| Rocca di Neto             | Crotone               | Calabria              |
| Rocca di Papa             | Roma                  | Lazio                 |
| Rocca Grimalda            | Alessandria           | Piemonte              |
| Rocca Imperiale           | Cosenza               | Calabria              |
| Rocca Massima             | Latina                | Lazio                 |
| Rocca Pia                 | L'Aquila              | Abruzzo               |
| Rocca Pietore             | Belluno               | Veneto                |
| Rocca Priora              | Roma                  | Lazio                 |
| Rocca San Casciano        | Forlì-Cesena          | Emilia-Romagna        |
| Rocca San Felice          | Avellino              | Campania              |
| Rocca San Giovanni        | Chieti                | Abruzzo               |
| Rocca Santa Maria         | Teramo                | Abruzzo               |
| Rocca Santo Stefano       | Roma                  | Lazio                 |
| Rocca Sinibalda           | Rieti                 | Lazio                 |
| Rocca Susella             | Pavia                 | Lombardia             |
| Roccabascerana            | Avellino              | Campania              |
| Roccabernarda             | Crotone               | Calabria              |
| Roccabianca               | Parma                 | Emilia-Romagna        |
| Roccabruna                | Cuneo                 | Piemonte              |
| Roccacasale               | L'Aquila              | Abruzzo               |
| Roccadaspide              | Salerno               | Campania              |
| Roccafiorita              | Messina               | Sicilia               |
| Roccafluvione             | Ascoli Piceno         | Marche                |
| Roccaforte del Greco      | Reggio Calabria       | Calabria              |
| Roccaforte Ligure         | Alessandria           | Piemonte              |
| Roccaforte Mondovì        | Cuneo                 | Piemonte              |
| Roccaforzata              | Taranto               | Puglia                |
| Roccafranca               | Brescia               | Lombardia             |
| Roccagiovine              | Roma                  | Lazio                 |
| Roccagloriosa             | Salerno               | Campania              |
| Roccagorga                | Latina                | Lazio                 |
| Roccalbegna               | Grosseto              | Toscana               |
| Roccalumera               | Messina               | Sicilia               |
| Roccamandolfi             | Isernia               | Molise                |
| Roccamena                 | Palermo               | Sicilia               |
| Roccamonfina              | Caserta               | Campania              |
| Roccamontepiano           | Chieti                | Abruzzo               |
| Roccamorice               | Pescara               | Abruzzo               |
| Roccanova                 | Potenza               | Basilicata            |
| Roccantica                | Rieti                 | Lazio                 |
| Roccapalumba              | Palermo               | Sicilia               |
| Roccapiemonte             | Salerno               | Campania              |
| Roccarainola              | Napoli                | Campania              |
| Roccaraso                 | L'Aquila              | Abruzzo               |
| Roccaromana               | Caserta               | Campania              |
| Roccascalegna             | Chieti                | Abruzzo               |
| Roccasecca                | Frosinone             | Lazio                 |
| Roccasecca dei Volsci     | Latina                | Lazio                 |
| Roccasicura               | Isernia               | Molise                |
| Roccasparvera             | Cuneo                 | Piemonte              |
| Roccaspinalveti           | Chieti                | Abruzzo               |
| Roccastrada               | Grosseto              | Toscana               |
| Roccavaldina              | Messina               | Sicilia               |
| Roccaverano               | Asti                  | Piemonte              |
| Roccavignale              | Savona                | Liguria               |
| Roccavione                | Cuneo                 | Piemonte              |
| Roccavivara               | Campobasso            | Molise                |
| Roccella Ionica           | Reggio Calabria       | Calabria              |
| Roccella Valdemone        | Messina               | Sicilia               |
| Rocchetta a Volturno      | Isernia               | Molise                |
| Rocchetta Belbo           | Cuneo                 | Piemonte              |
| Rocchetta di Vara         | Spezia                | Liguria               |
| Rocchetta e Croce         | Caserta               | Campania              |
| Rocchetta Ligure          | Alessandria           | Piemonte              |
| Rocchetta Nervina         | Imperia               | Liguria               |
| Rocchetta Palafea         | Asti                  | Piemonte              |
| Rocchetta Sant'Antonio    | Foggia                | Puglia                |
| Rocchetta Tanaro          | Asti                  | Piemonte              |
| Rodano                    | Milano                | Lombardia             |
| Roddi                     | Cuneo                 | Piemonte              |
| Roddino                   | Cuneo                 | Piemonte              |
| Rodello                   | Cuneo                 | Piemonte              |
| Rodengo                   | Bolzano               | Trentino-Alto Adige   |
| Rodengo-Saiano            | Brescia               | Lombardia             |
| Rodero                    | Como                  | Lombardia             |
| Rodi Garganico            | Foggia                | Puglia                |
| Rodì Milici               | Messina               | Sicilia               |
| Rodigo                    | Mantova               | Lombardia             |
| Roè Volciano              | Brescia               | Lombardia             |
| Rofrano                   | Salerno               | Campania              |
| Rogeno                    | Lecco                 | Lombardia             |
| Roggiano Gravina          | Cosenza               | Calabria              |
| Roghudi                   | Reggio Calabria       | Calabria              |
| Rogliano                  | Cosenza               | Calabria              |
| Rognano                   | Pavia                 | Lombardia             |
| Rogno                     | Bergamo               | Lombardia             |
| Rogolo                    | Sondrio               | Lombardia             |
| Roiate                    | Roma                  | Lazio                 |
| Roio del Sangro           | Chieti                | Abruzzo               |
| Roisan                    | Aosta                 | Valle d'Aosta         |
| Roletto                   | Torino                | Piemonte              |
| Rolo                      | Reggio Emilia         | Emilia-Romagna        |
| Roma                      | Roma                  | Lazio                 |
| Romagnano al Monte        | Salerno               | Campania              |
| Romagnano Sesia           | Novara                | Piemonte              |
| Romagnese                 | Pavia                 | Lombardia             |
| Romana                    | Sassari               | Sardegna              |
| Romanengo                 | Cremona               | Lombardia             |
| Romano Canavese           | Torino                | Piemonte              |
| Romano d'Ezzelino         | Vicenza               | Veneto                |
| Romano di Lombardia       | Bergamo               | Lombardia             |
| Romans d'Isonzo           | Gorizia               | Friuli-Venezia Giulia |
| Rombiolo                  | Vibo Valentia         | Calabria              |
| Romeno                    | Trento                | Trentino-Alto Adige   |
| Romentino                 | Novara                | Piemonte              |
| Rometta                   | Messina               | Sicilia               |
| Roncà                     | Verona                | Veneto                |
| Roncade                   | Treviso               | Veneto                |
| Roncadelle                | Brescia               | Lombardia             |
| Roncaro                   | Pavia                 | Lombardia             |
| Roncegno Terme            | Trento                | Trentino-Alto Adige   |
| Roncello                  | Monza e della Brianza | Lombardia             |
| Ronchi dei Legionari      | Gorizia               | Friuli-Venezia Giulia |
| Ronchi Valsugana          | Trento                | Trentino-Alto Adige   |
| Ronchis                   | Udine                 | Friuli-Venezia Giulia |
| Ronciglione               | Viterbo               | Lazio                 |
| Ronco all'Adige           | Verona                | Veneto                |
| Ronco Biellese            | Biella                | Piemonte              |
| Ronco Briantino           | Monza e della Brianza | Lombardia             |
| Ronco Canavese            | Torino                | Piemonte              |
| Ronco Scrivia             | Genova                | Liguria               |
| Roncobello                | Bergamo               | Lombardia             |
| Roncoferraro              | Mantova               | Lombardia             |
| Roncofreddo               | Forlì-Cesena          | Emilia-Romagna        |
| Roncola                   | Bergamo               | Lombardia             |
| Rondanina                 | Genova                | Liguria               |
| Rondissone                | Torino                | Piemonte              |
| Ronsecco                  | Vercelli              | Piemonte              |
| Ronzo-Chienis             | Trento                | Trentino-Alto Adige   |
| Ronzone                   | Trento                | Trentino-Alto Adige   |
| Roppolo                   | Biella                | Piemonte              |
| Rorà                      | Torino                | Piemonte              |
| Rosà                      | Vicenza               | Veneto                |
| Rosarno                   | Reggio Calabria       | Calabria              |
| Rosasco                   | Pavia                 | Lombardia             |
| Rosate                    | Milano                | Lombardia             |
| Rosazza                   | Biella                | Piemonte              |
| Rosciano                  | Pescara               | Abruzzo               |
| Roscigno                  | Salerno               | Campania              |
| Rose                      | Cosenza               | Calabria              |
| Rosello                   | Chieti                | Abruzzo               |
| Roseto Capo Spulico       | Cosenza               | Calabria              |
| Roseto degli Abruzzi      | Teramo                | Abruzzo               |
| Roseto Valfortore         | Foggia                | Puglia                |
| Rosignano Marittimo       | Livorno               | Toscana               |
| Rosignano Monferrato      | Alessandria           | Piemonte              |
| Rosolina                  | Rovigo                | Veneto                |
| Rosolini                  | Siracusa              | Sicilia               |
| Rosora                    | Ancona                | Marche                |
| Rossa                     | Vercelli              | Piemonte              |
| Rossana                   | Cuneo                 | Piemonte              |
| Rossano Veneto            | Vicenza               | Veneto                |
| Rossiglione               | Genova                | Liguria               |
| Rosta                     | Torino                | Piemonte              |
| Rota d'Imagna             | Bergamo               | Lombardia             |
| Rota Greca                | Cosenza               | Calabria              |
| Rotella                   | Ascoli Piceno         | Marche                |
| Rotello                   | Campobasso            | Molise                |
| Rotonda                   | Potenza               | Basilicata            |
| Rotondella                | Matera                | Basilicata            |
| Rotondi                   | Avellino              | Campania              |
| Rottofreno                | Piacenza              | Emilia-Romagna        |
| Rotzo                     | Vicenza               | Veneto                |
| Roure                     | Torino                | Piemonte              |
| Rovasenda                 | Vercelli              | Piemonte              |
| Rovato                    | Brescia               | Lombardia             |
| Rovegno                   | Genova                | Liguria               |
| Rovellasca                | Como                  | Lombardia             |
| Rovello Porro             | Como                  | Lombardia             |
| Roverbella                | Mantova               | Lombardia             |
| Roverchiara               | Verona                | Veneto                |
| Roveré della Luna         | Trento                | Trentino-Alto Adige   |
| Roveré Veronese           | Verona                | Veneto                |
| Roveredo di Guà           | Verona                | Veneto                |
| Roveredo in Piano         | Pordenone             | Friuli-Venezia Giulia |
| Rovereto                  | Trento                | Trentino-Alto Adige   |
| Rovescala                 | Pavia                 | Lombardia             |
| Rovetta                   | Bergamo               | Lombardia             |
| Roviano                   | Roma                  | Lazio                 |
| Rovigo                    | Rovigo                | Veneto                |
| Rovito                    | Cosenza               | Calabria              |
| Rovolon                   | Padova                | Veneto                |
| Rozzano                   | Milano                | Lombardia             |
| Rubano                    | Padova                | Veneto                |
| Rubiana                   | Torino                | Piemonte              |
| Rubiera                   | Reggio Emilia         | Emilia-Romagna        |
| Ruda                      | Udine                 | Friuli-Venezia Giulia |
| Rudiano                   | Brescia               | Lombardia             |
| Rueglio                   | Torino                | Piemonte              |
| Ruffano                   | Lecce                 | Puglia                |
| Ruffia                    | Cuneo                 | Piemonte              |
| Ruffré-Mendola            | Trento                | Trentino-Alto Adige   |
| Rufina                    | Firenze               | Toscana               |
| Ruinas                    | Oristano              | Sardegna              |
| Rumo                      | Trento                | Trentino-Alto Adige   |
| Ruoti                     | Potenza               | Basilicata            |
| Russi                     | Ravenna               | Emilia-Romagna        |
| Rutigliano                | Bari                  | Puglia                |
| Rutino                    | Salerno               | Campania              |
| Ruviano                   | Caserta               | Campania              |
| Ruvo del Monte            | Potenza               | Basilicata            |
| Ruvo di Puglia            | Bari                  | Puglia                |